# Los Establos
Los Establos är en ort i Mexiko.   Den ligger i kommunen Celaya och delstaten Guanajuato, i den centrala delen av landet, 210 km nordväst om huvudstaden Mexico City. Los Establos ligger 1 767 meter över havet och antalet invånare är 480.
Terrängen runt Los Establos är platt åt sydväst, men åt nordost är den kuperad. Runt Los Establos är det tätbefolkat, med 343 invånare per kvadratkilometer. Närmaste större samhälle är Celaya, 8,7 km sydväst om Los Establos. Trakten runt Los Establos består till största delen av jordbruksmark.